# Regensburger Domspatzen

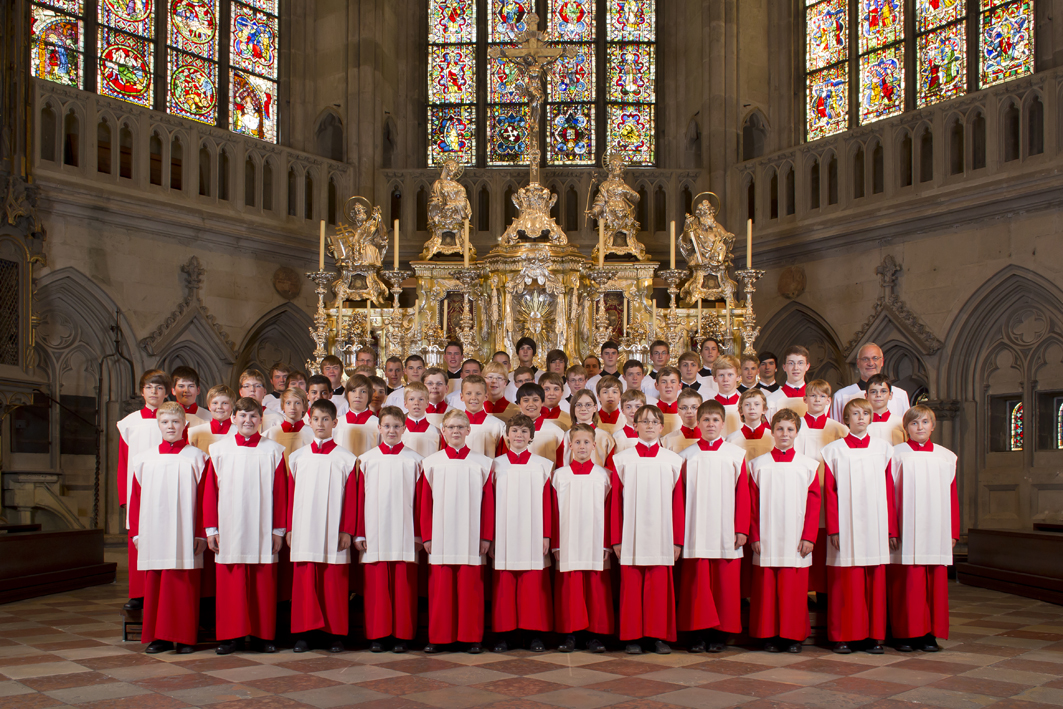
Regensburger Domspatzen.

Regensburger Domspatzen (alemão para Pardais de Ratisbona) é um coro da cidade de Ratisbona (Regensburg), na Alemanha. 
É o grupo oficial de cantores de música litúrgica da Catedral de Ratisbona. Apenas meninos e adolescentes masculinos podem ser parte do coro.

## História
A história dos pardais começa com a fundação, no ano de 975, da escola catedralícia de Ratisbona pelo bispo Wolfgang de Ratisbona. A escola, de grande reputação na Idade Média, cuidava de todo o relacionado com os atos litúrgicos da catedral, inclusive a música religiosa.
No século XX, o coro da catedral ganhou impulso graças à ação de Theobald Schrems, que dirigiu a escola entre 1924 e 1963. No período entre 1964 a 1994, a direção de Georg Ratzinger (irmão do Papa Benedito XVI) consolidou a fama mundial do coro. Desde 2019 o diretor é Christian Heiß.

### Abusos físicos e sexuais
Pelo menos 547 rapazes que integraram o coro foram vítimas de abusos físicos e em alguns casos sexuais entre 1945 e 1992. Foram reportados 500 casos de violência física e 67 de violência sexual. Os abusos foram levados a cabo por 49 pessoas, sete das quais praticaram abusos sexuais, nomeadamente violações. Apesar dos autores dos abusos estarem identificados não devem ser alvo de acusações criminais por ter passado demasiado tempo para que tal fosse possível.